# Bolton, Greater Manchester
Bolton (engelskt uttal: [ˈbɒltən] lyssna (fil)) är en stad i Greater Manchester i nordvästra England. Staden är huvudort i distriktet med samma namn och ligger cirka 16 kilometer nordväst om centrala Manchester. Tätortsdelen (built-up area sub division) Bolton hade 194 189 invånare vid folkräkningen år 2011.
Staden finns omnämnd första gången 1067. Under 1300-talet flyttade flamländska vävare till staden och startade stadens textilindustri.

## Sport
Stadens fotbollslag heter Bolton Wanderers FC.

## Kända personer från Bolton
- Samuel Crompton, uppfinnare
- Jack Hylton, musiker
- Andrew Knowles, konstnär och musiker
- Danny Jones, musiker

## Vänorter
- Paderborn, Tyskland
- Le Mans, Frankrike